# Рябов Дмитро Митрофанович
Дмитро Митрофанович Рябов (1894, Калузька губернія — 21 березня 1949) — старий більшовик, полковник.

## Біографія
Народився в 1894 році в Калузькій губернії. Працював на шахтах Донбасу, учасник першої світової війни. Встановлював радянську владу в Азербайджані, Грузії. До 1928 року був у Закавказзі на партроботі.
В 1929—1935 роках — у Куйбишеві голова комісії по чистці партії. Під час радянсько-німецької війни воював на Четвертому Українському фронті. З 1944 року — в Київському військовому окрузі начальник Фінвідділу. З 1947 року у відставці.
Нагороджений орденами Леніна, Червоного Прапора, Вітчизняної війни 2-го ступеня, Червоної Зірки, медалями.

Могила Дмитра Рябова

Помер 21 березня 1949 року. Похований в Києві на Лук'янівському цвинтарі (ділянка № 43, ряд 2, місце 4).